# Alina Wieja
Alina Wieja (ur. 1956, zm. 27 grudnia 2018) – polska pisarka, dziennikarka i działaczka chrześcijańska, zajmująca się poradnictwem religijnym, związana z Chrześcijańską Fundacją Życie i Misja w Ustroniu.

## Życiorys
W latach 1983–1993 należała do grona liderów Tygodnia Ewangelizacyjnego w Dzięgielowie. W 1990 była współzałożycielem Chrześcijańskiej Fundacji Życie i Misja z siedzibą w Ustroniu, należała do jej zarządu jako wicedyrektor. W 1995 roku, w ramach pracy Fundacji, założyła Instytut Poradnictwa Chrześcijańskiego, a od 1997 pełniła funkcję redaktor naczelnej kwartalnika Nasze Inspiracje. Była organizatorką i mówczynią podczas licznych konferencji o tematyce chrześcijańskiej. Opublikowała wiele książek.
Była żoną Henryka Wieji, z którym miała dwoje dzieci.
Zmarła 27 grudnia 2018 po chorobie nowotworowej.

## Publikacje książkowe
- Powrót kobiety do harmonii ze Stwórcą, Wydawnictwo Koinonia, Ustroń 2009 ISBN 978-83-60124-44-4
- Odbudowanie życia w obfitości, Wydawnictwo Koinonia, Ustroń 2010 ISBN 978-83-60124-57-4
- Siedem słupów mądrości czyli jak żyć pełnią życia Wydawnictwo Koinonia, Ustroń 2011 ISBN 978-83-60124-69-7
- Kobieta w ramionach Stwórcy : podróż do źródła pociechy, siły i nadziei, Wydawnictwo Koinonia, Ustroń 2012 ISBN 978-83-601-2487-1
- Szabat - cel i znaczenie dzisiaj (współautorzy: Kazimierz Barczuk, Emanuel Machnicki), Wydawnictwo Koinonia, Ustroń 2012 ISBN 978-83-60124-85-7
- Być mądrą mamą, Wydawnictwo Koinonia, Ustroń 2013 ISBN 978-83-60124-90-1
- Małżeństwo o jakim marzymy. Nigdy nie jest za późno, by małżeństwo, o jakim marzysz stało się rzeczywistością (współautor: Henryk Wieja, Wydawnictwo Koinonia, Ustroń 2014 ISBN 978-83-64489-01-3
- Miłość, która zmienia wszystko, Wydawnictwo Koinonia, Ustroń 2014 ISBN 978-83-64489-10-5
- Rzeka uzdrowienia : Bóg nadal uzdrawia (współautorzy: Jan Grzeszkowiak, Henryk Wieja), Wydawnictwo Koinonia, Ustroń 2014 ISBN 978-83-64489-02-0
- Pokonać zniechęcenie : od zniechęcenia do radości i nadziei, Wydawnictwo Koinonia, Ustroń 2017 ISBN 978-83-64489-24-2